# Nycteribia uenoi
Nycteribia uenoi är en tvåvingeart som beskrevs av Maa 1968. Nycteribia uenoi ingår i släktet Nycteribia och familjen lusflugor. Inga underarter finns listade i Catalogue of Life.